# Acraea braesia
Acraea braesia är en fjärilsart som beskrevs av Frederick DuCane Godman 1885. Acraea braesia ingår i släktet Acraea och familjen praktfjärilar. Inga underarter finns listade i Catalogue of Life.